# アスパラギン酸-アンモニアリガーゼ
アスパラギン酸-アンモニアリガーゼ(Aspartate-ammonia ligase、EC 6.3.1.4)は、以下の化学反応を触媒する酵素である。
ATP + L-アスパラギン酸 + アンモニア{\displaystyle \rightleftharpoons }ADP + リン酸 + L-アスパラギン
従って、この酵素の3つの基質はATPとL-アスパラギン酸とアンモニア、3つの生成物はADPとリン酸とL-アスパラギンである。
この酵素は、リガーゼ、特に酸-アンモニアリガーゼに分類される。系統名は、L-アスパラギン酸:アンモニアリガーゼ(ADP生成)である。その他よく用いられる名前に、asparagine synthetase (ADP-forming)、asparagine synthetase (adenosine diphosphate-forming)等がある。
この酵素は、窒素代謝に関与している。